# 鲍耶·亚诺什
鲍耶·亚诺什（匈牙利語：Bolyai János，1802年10月15日—1860年1月27日），匈牙利数学家，和罗巴切夫斯基同为非欧几何中双曲几何的创始人。

## 早年

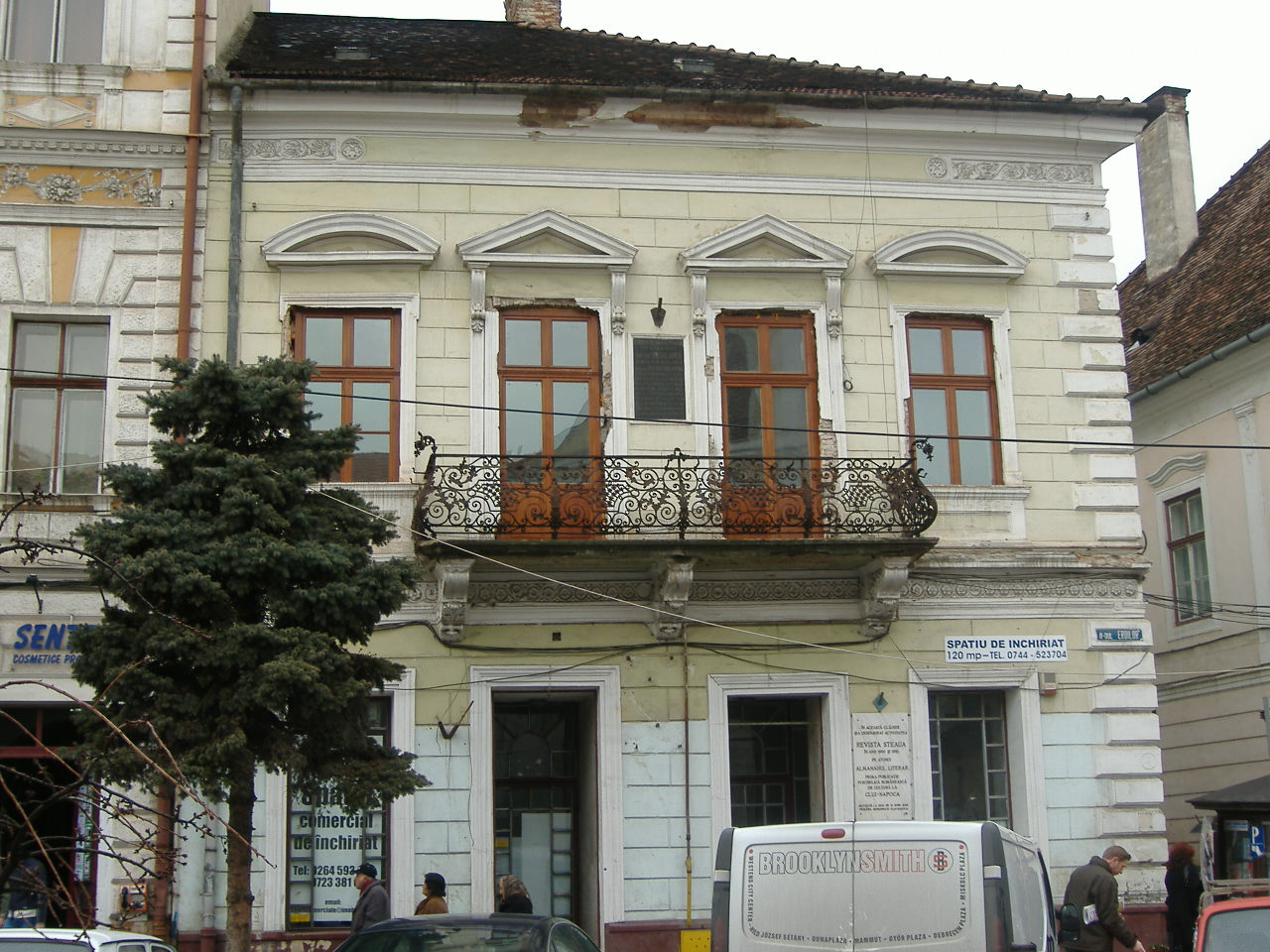
鲍耶·亚诺什的出生地

鲍耶生于匈牙利王国特兰西瓦尼亚地区的克卢日-纳波卡（现为罗马尼亚克鲁日县首府），其出生的房屋一直保存到现在。亚诺什的父亲是著名数学家鲍耶·法尔科斯。1804年4月鲍耶·法尔科斯到特尔古穆列什（现属罗马尼亚）担任当地学院数学教授，全家随之也迁往该地。鲍耶·法尔科斯受到卢梭的《爱弥尔》一书的影响，很注意遵照亚诺什的天性和兴趣来教育他。在父亲的教育下，鲍耶在十二岁时已经学完了《几何原本》的前六卷和欧拉的《代数原理》。1818年到1823年他到维也纳的皇家工程学院学习，这是一座为军队培养工程师的学校，所以亚诺什毕业之后就作了十年的军队工程师，直到1833年因健康和厌倦了军队生活而退役。

## 非欧几何的研究
1820年起鲍耶就开始沉迷于对欧几里得的平行公设的研究中，平行公设是欧几里得在几何原本中提出的第五条公设。即“如果一条线段与两条直线相交，在某一侧的内角和小于两直角，那么这两条直线在不断延伸后，会在内角和小于两直角的一侧相交。”由于其形式比其他公设和公理都复杂，一直以来有很多数学家试图证明平行共设可以从前四条公设推出。亚诺什的证明遭到了失败，于是他开始怀疑平行公设的正确性，希望建立一种独立于平行公设之外的几何。同样曾试图证明平行公设的鲍耶·法尔科斯得知自己的儿子在作这一研究时，写信给他希望他放弃努力，因为自己当年也曾希望把几何学中的这个白璧微瑕消除干净，但发现最后只是赔上了自己的时间、健康和生活的快乐。
然而鲍耶坚持了自己的研究，他最终得出结论，如果把欧氏几何的其他公理和公设（即现在所称的绝对几何部分），加上平行公设，即成为欧氏几何，而如果加上“过某一直线外一点可以引最少兩条平行线”的新公设，就可以创立出一种新几何学，即现在所称的双曲几何，而前者可以看作后者的特殊情况。从1823年亚诺什给父亲的信中，可以推断此时他已经有了基本的思路，他写道：“我已经决定对现在的研究写一篇论文，但我还在准备之中……我从虚无中创立了一个新的世界，但现在寄给你的部分比起我心中的钟楼而言，只不过的是个纸牌搭的房子。”

在双曲抛物面上的一个三角形，内角和小于180度

1832年亚诺什的论文作为他父亲用拉丁文所写的数学书的附录发表。法尔科斯把书寄给了自己的朋友卡尔·弗里德里希·高斯，高斯读到这篇附录后，回信说：“如果我一上来就说我不能赞赏这项工作，你一定会大吃一惊，但我不得不这么说，因为赞赏这篇附录就等于赞赏我自己。实际上这篇附录的方法和结果，都和我三十年来的某些工作极其类似……我认为这位你的儿子有着第一流的天赋。”这封信让法尔科斯很是满意，却激怒了亚诺什，他怀疑高斯是在争夺对非欧几何发现的优先权。1848年鲍耶惊奇地读到了罗巴切夫斯基著作的德文译本，发现对方在1829年已然出版了和自己类似的工作。他最先怀疑罗巴切夫斯基是否有剽窃嫌疑，但很快就转为赞扬对方了。
科学史家认为，非欧几何的创立者中，罗巴切夫斯基处于科学研究中心以外的俄国，鲍耶处于匈牙利，发表的附录也失之简略，而最有影响力的高斯又一直对自己的研究保持着“宁要少些，但要好些”的原则，所以从未发表过非欧几何方面的论文，使得非欧几何为人接受的过程大大的延迟了。直到1868年，意大利数学家贝尔特拉米发表了论文《非欧几何的解释》中指出罗巴切夫斯基和鲍耶创立的双曲几何可以在伪球面上实现，非欧几何才逐渐被关注起来。

## 数论方面的研究
1837年莱比锡科学会组织了一场虚数理论的竞赛，鲍耶父子都参加了，其中亚诺什使用的是自己在1831年发现的对于虚数的理论，这一理论和哈密顿后来提出的四元数理论极为相似,但最终两人都未获奖。鲍耶一生除了关于非欧几何的那24页的附录以外再未发表过其他学术论文，但留下了两万页的数学手稿，现存于罗马尼亚特尔古穆列什的泰勒克伊-鲍耶图书馆（Teleki-Bolyai Library）。其中包括对于费马数和伪素数的研究，研究者发现鲍耶·亚诺什已经找出了很多组伪素数。